# Asthenolabus daemonops
Asthenolabus daemonops är en stekelart som först beskrevs av Heinrich 1944.  Asthenolabus daemonops ingår i släktet Asthenolabus och familjen brokparasitsteklar. Inga underarter finns listade.